# Vargem Bonita (Minas Gerais)
Vargem Bonita es un municipio brasileño del estado de Minas Gerais. Se localiza a una latitud 20º19'36" sur y a una longitud 46º21'58" oeste, estando a una altitud de 768 metros. Su población estimada en 2004 era de 2.158 habitantes.
Posee un área de 410,384 km². 

## Geografía
Es uno de los municipios localizados en la Cuenca del Río São Francisco.